# Dokument pochodny
Dokument pochodny jest to dokument:
- zawierający dane lub informacje o innych dokumentach, sporządzony na podstawie dokumentów prymarnych, np. spis bibliograficzny, przegląd dokumentacyjny[1].
- opracowany na podstawie dokumentu(ów) pierwotnego(nych), zawierający jego(ich) charakterystykę formalną i (lub) treściową, np. karta dokumentacyjna, przegląd dokumentacyjny[2].
- zawierający informację bibliograficzną o dokumencie (-tach) pierwotnym (-ch), ewenetualnie także jego (ich) charakterystykę treściową[3].